# Sinizacja
Sinizacja – proces przyswajania (lub narzucania) języka lub kultury chińskiej. W językoznawstwie sinizacja to „schińszczanie” obcych wyrazów.
Sinizacja, podobnie jak i inne procesy asymilacyjne zachodzi w sytuacji, gdy element chiński zaczyna wyraźnie dominować w danej społeczności, zaś przyjęcie języka chińskiego wiąże się z podniesieniem własnego prestiżu, statusu społecznego itp.
Współcześnie sinizacja – w dużej mierze wymuszona – zachodzi w Tybecie i Sinciangu (zob. obozy reedukacyjne w Sinciangu). Ulegają jej również liczne mniejszości narodowe zamieszkujące Chiny.
W przeszłości sinizacji uległo wiele ludów, które bądź miały styczność z Chinami, bądź zostały przez Chiny podbite całkowicie lub częściowo, jak m.in. Dżurdżeni, Kitanowie, Mongołowie, Mandżurowie i Tanguci. Sinizacji uległy również Japonia, Korea i Wietnam, które kulturowo zawdzięczają Chinom tyle, co kraje europejskie Grekom i Rzymianom, a więc m.in. pismo i słownictwo, filozofię z konfucjanizmem na czele, zsinizowaną wersję buddyzmu (chan), literaturę, kuchnię (np. tofu), wynalazki (np. papier), a nawet gry (np. go) i chińskie nazwiska (Korea i Wietnam).
W wariancie najsilniejszym sinizacja wiąże się z przyjęciem jako własnego języka chińskiego, a także chińskiego trybu życia, przy rezygnacji z własnych tradycji, które uważane są za niższe i gorsze.